# 綺灰蝶
綺灰蝶（學名：Chilades lajus）。是一種小型蝴蝶，分布於印度、斯里蘭卡、緬甸、臺灣、香港、海南、Mangulam 島、蘇拉威西與菲律賓，屬於灰蝶科的一員。

## 描述

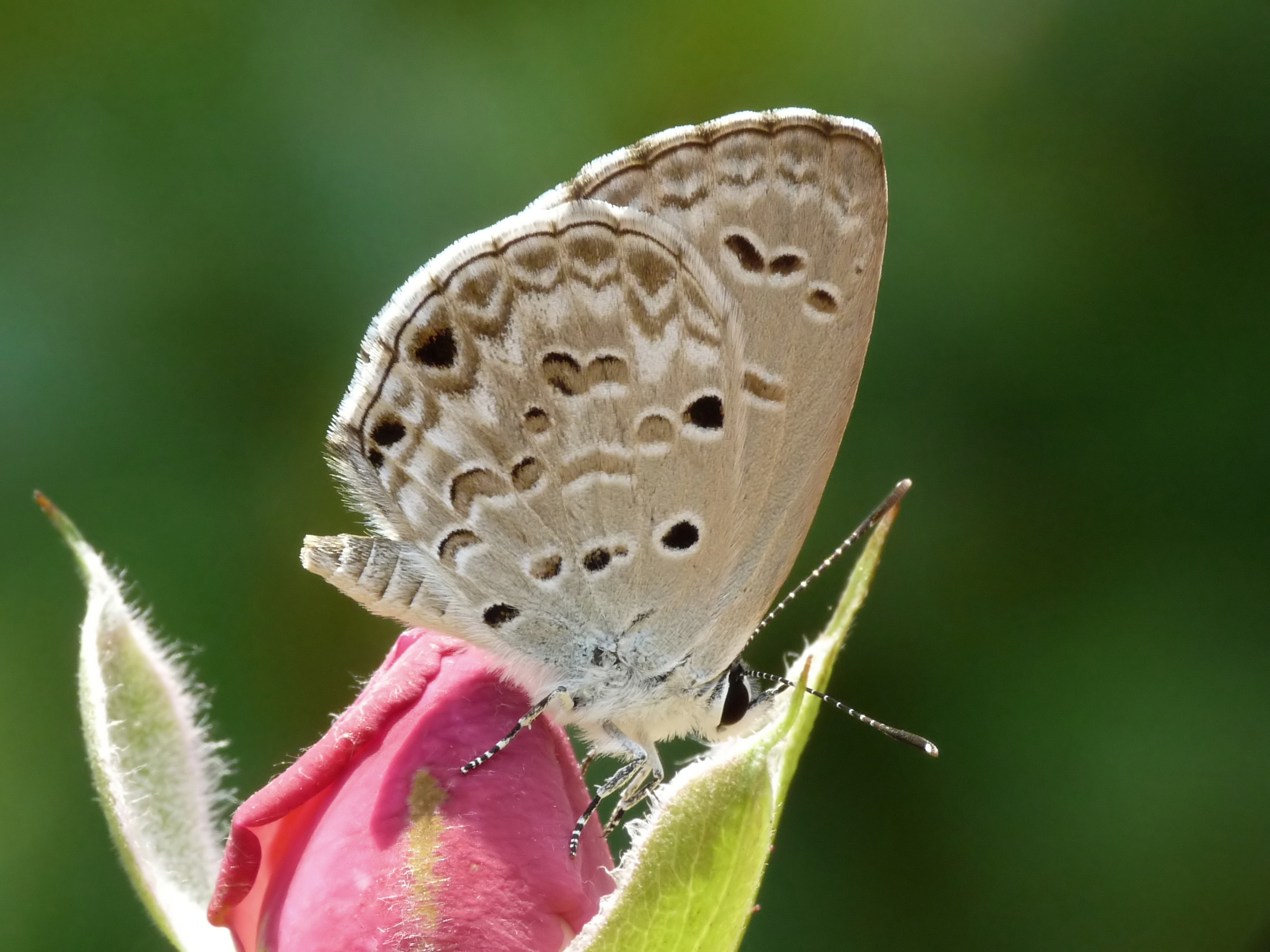
雨季型

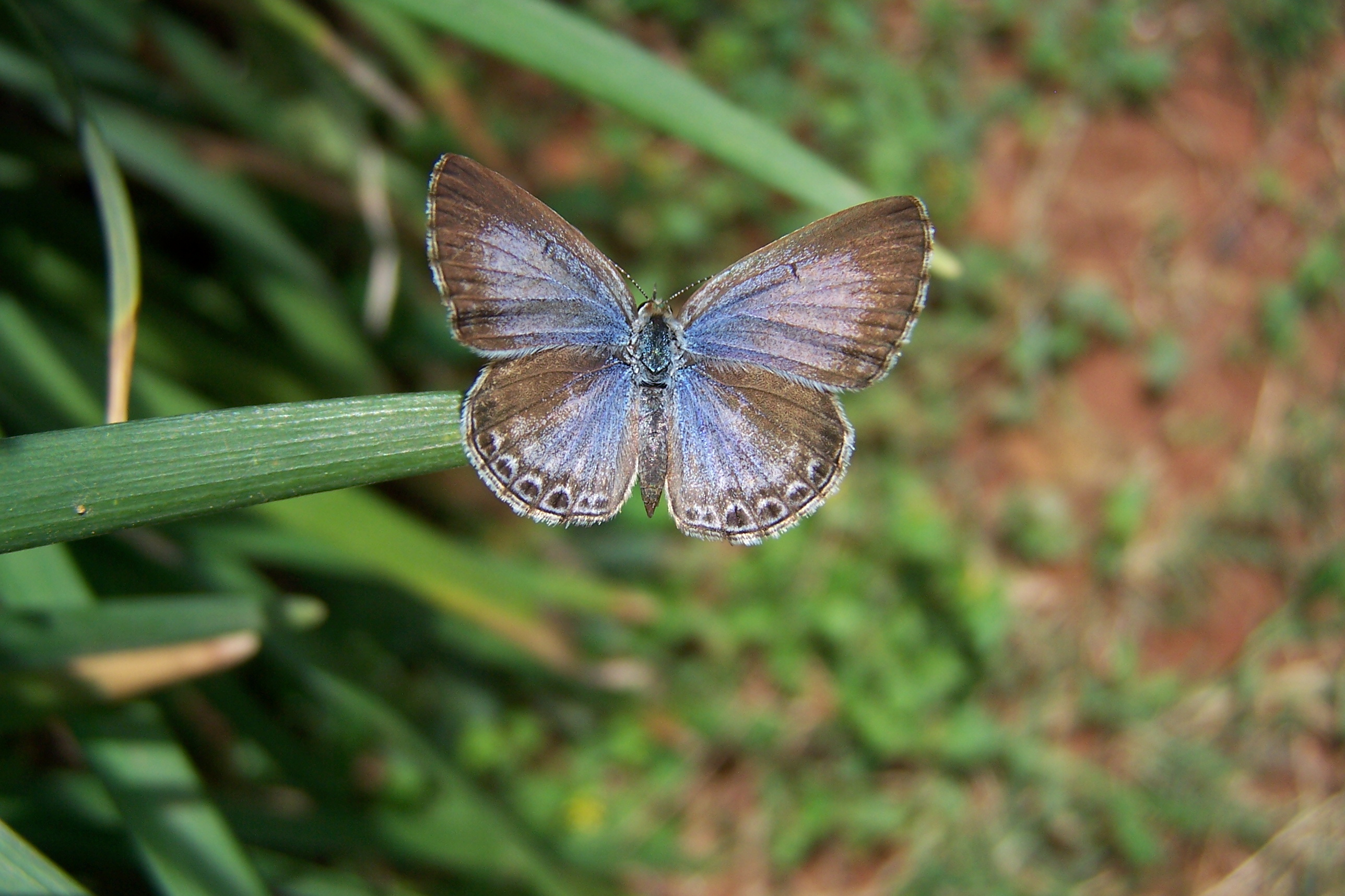
於印度卡納塔卡邦班加羅爾拍攝

雨季型: 雄蝶翅背為藍紫色。前翅基部與翅緣靠基部半段呈淡藍色；前緣與外緣有細窄暗褐色邊線，邊緣上之翅緣毛為褐色，基部白色向外過渡。後翅前緣略帶暗黑色；外緣有明顯黑色邊線，其外之翅緣毛為白色，中間夾有褐線；翅基內緣廣泛呈淡褐色，翅間隙 1 處有兩枚邊緣淡色的黑斑，間隙 2 處有一枚類似斑點，常模糊難見。
翅腹面為灰色。前翅：翅室橫紋為一條寬弧形斑紋，中央橫列有六枚深褐色斑點，每枚斑點及弧形紋皆帶白邊；後四斑呈長形並斜置，前兩枚為圓形且向內彎曲；近翅緣處有一列橫長斑與一列弧形斑，皆為暗褐色並內外白邊；最外為一條細黑邊線。翅緣毛白色，中部夾褐色線。後翅：下列斑點為漆黑色並帶白邊：一列亞基部四枚橫斑，間隙 7 處有一枚較大的前緣斑；其下為一列鏈狀暗褐色斑紋（略帶白邊），其中含翅室末端的弦月斑，橫跨整個翅面；接著在翅室端對面有三枚中央斑，其中中間一枚為長形。終端標記包括：一列持續性的暗弧形斑（內外白邊）、一列向內錐形的暗褐色斑點，以及一條細黑外緣線。終端兩枚斑點亦為黑色。翅緣毛為白色。觸角黑色，桿部隱約帶白環；頭部、胸部與腹部為褐色，頭部、胸部與腹部基部帶少許藍色鱗粉；腹面：唇鬚、胸部與腹部皆為白色。
雌蝶翅背為深褐色。前、後翅自基部向外有不等程度的亮藍金屬光澤，但此色不延伸至翅前緣、外緣與翅基內側。後翅常見一列彎曲的淺色弦月斑，但常模糊或完全缺失；外側再接一列黑色且白邊細線的亞端斑點，但也常模糊或不達翅頂。外緣黑線與翅緣毛與雄蝶相同。翅腹面亦與雄蝶一致。觸角、頭部、胸部與腹部亦與雄蝶相同。
乾季型: 與雨季個體相似，但上翅底色稍淡，為明顯特徵。雌雄兩性後翅腹面後部皆有一大片朦朧褐斑。有時腹面底色極淡，幾乎呈白色，尤以雌蝶為然。

## 幼蟲
食草包含Glycosmis arborea。
「全身各期均為淡綠色，寄生於酸橙與柚子灌木的陰面或嫩葉上。成長後體長約七十六分之一英吋，身形如常為等足形；頭部黑色、光滑且具光澤，背部略帶暗綠縱線，整體表面微微粗糙，覆蓋極細短毛。體節間收縮明顯。背側有兩條淡色線，氣孔下方另有一條淡側線。第十二節具一短而可伸縮的腺體。此幼蟲無明顯辨識特徵，整體外觀單調。於加爾各答雨季時期常見，有螞蟻陪伴可辨識其存在。此螞蟻經 A. Forel 博士鑑定為Camponotus rubripes，Drury（sylvaticus Fabr.），亞種為conpressus，Fabr.」——（Lionel de Nicéville引述自 Bingham）

## 蛹
「綠色，形狀如一般灰蝶，背面與側面有一系列不明顯之褐色斑點相連。通常固定於食草葉片背面。」（de Nicéville）

## 圖集

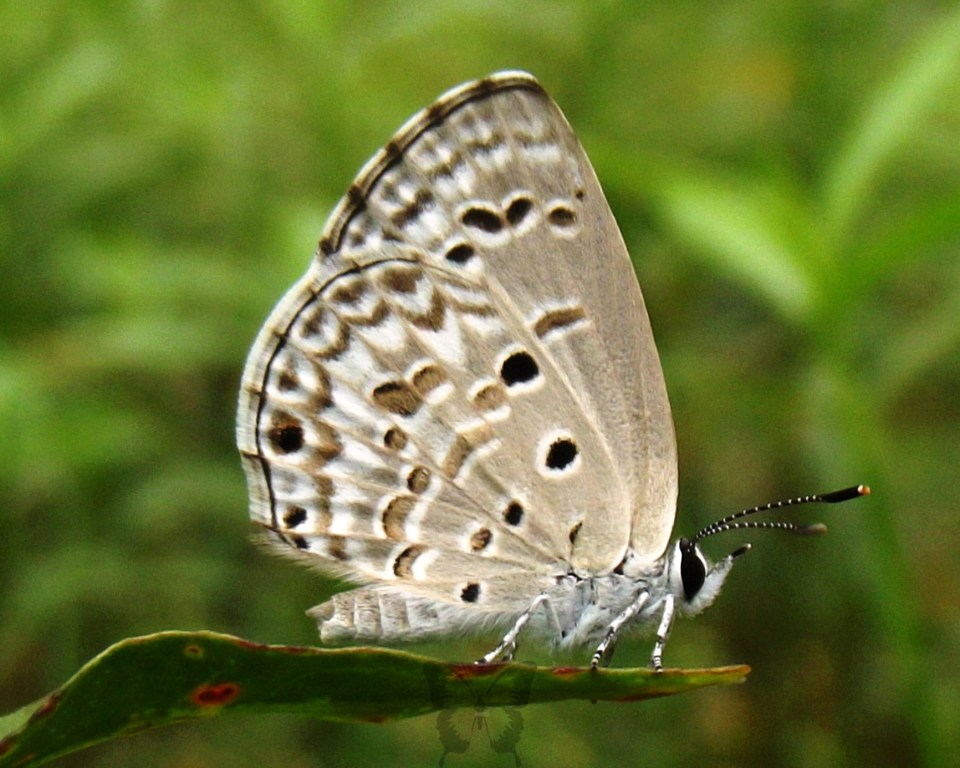
雨季型，拍攝於印度喀拉拉邦阿勒皮縣Cherthala
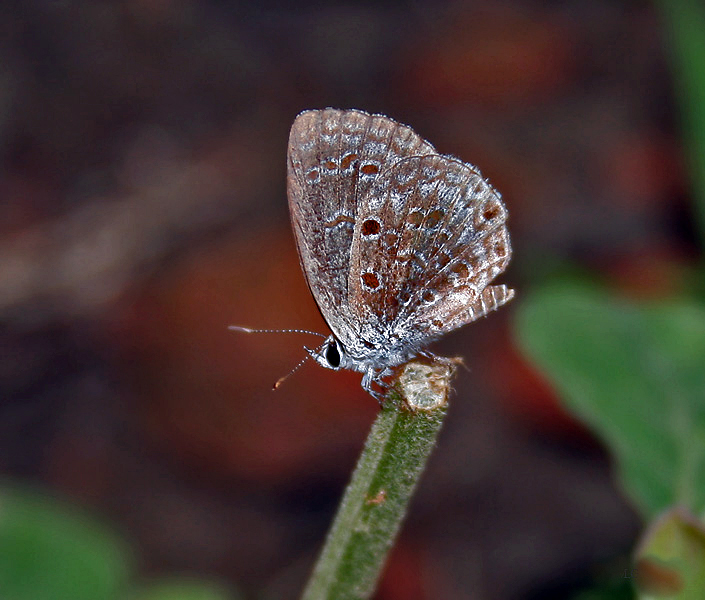
雨季型世代，拍攝於印度加爾各答Bracebridge
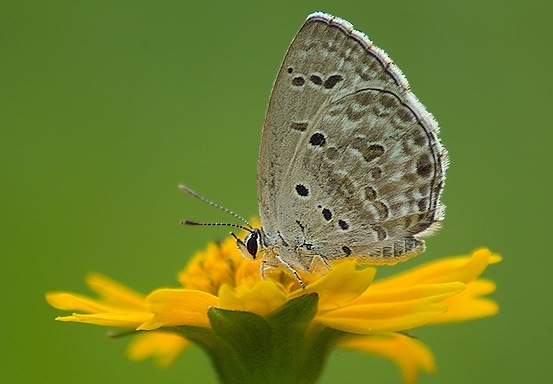
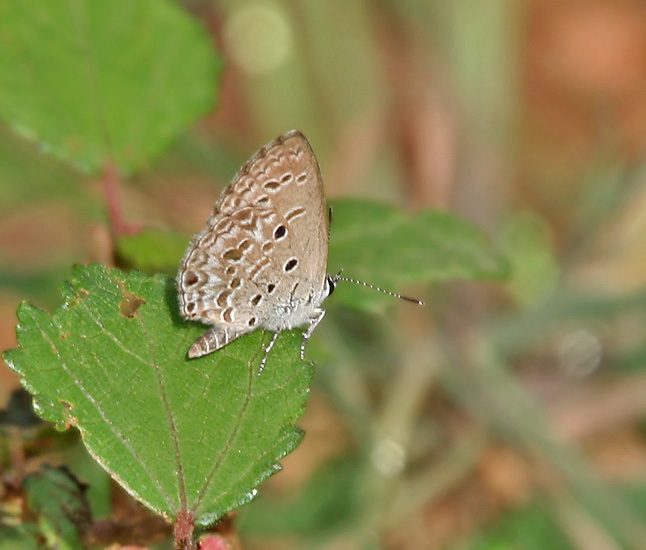
雨季型世代，拍攝於印度安得拉邦奇圖爾縣的Talakona森林
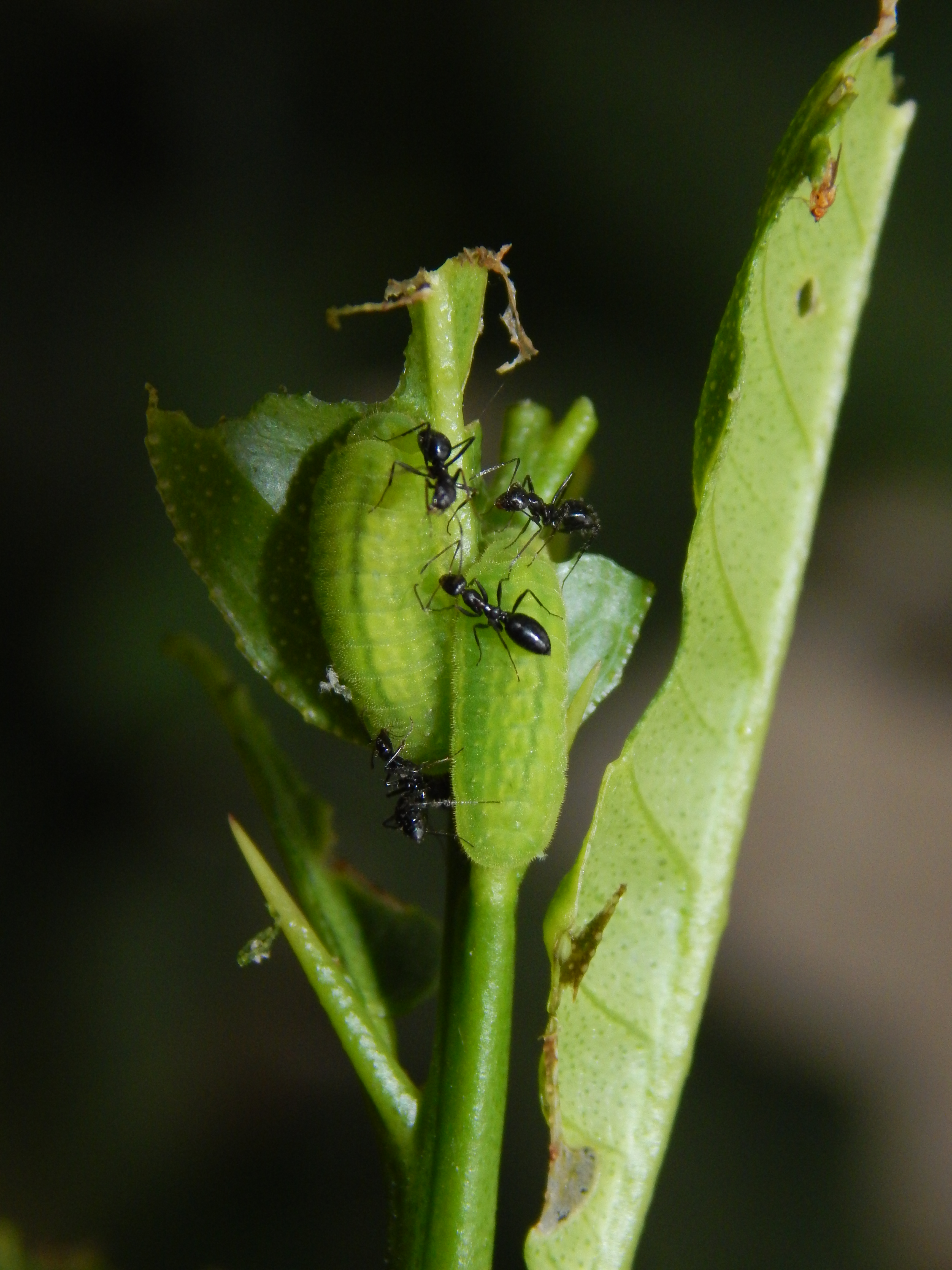
幼蟲